# Loxodocus vulgator
Loxodocus vulgator là một loài tò vò trong họ Ichneumonidae.